# Skeiane Station
Skeiane Station (Skeiane stasjon) er en jernbanestation på Jærbanen, en del af Sørlandsbanen, der ligger i kvarteret Skeiene i Sandnes i Norge. Stationen består af flere spor med to perroner og en mindre parkeringsplads.
Den nuværende station er den anden af slagsen. Den første åbnede sammen med Jærbanen 1. marts 1878. Oprindeligt hed den Sandnæs, men stavemåden blev ændret til Sandnes omkring 1894. 10. juni 1955 blev den erstattet af den nuværende station. Den nye station blev fjernstyret 7. juli 1964. I 1992 blev den suppleret af den nye Sandnes sentrum Station, der overtog statussen som byens primære station i 1996. Siden da har den gamle station været ubemandet og kun betjent af lokaltog. Stationen skiftede navn fra Sandnes til Skeiane 12. august 2017 for at undgå forveksling med Sandnes sentrum.